# 茨田郡王
茨田郡王（まんたのこおりのおう、生没年不詳）は、奈良時代の皇族。系譜は不明。茨田女王と同一人物だとされる。文室智努の室。位階は従四位下。

## 生涯
茨田女王としては、聖武朝の天平11年（739年）正月、小長谷女王・坂合部女王・陽侯女王・藤原吉日・大宅諸姉などとともに、無位から従四位下に昇叙されている。
史書に登場するのはこれだけであるが、「茨田郡王」として夫の文室智努が天平勝宝7歳（753年）7月に亡き妻を偲び、壇主となって残した仏足跡が薬師寺に伝わっており、それによると、法名は良式となっている。

## 官歴
注記のないものは『続日本紀』による。
- 天平11年（739年）正月13日：従四位下
- 天平勝宝7歳（753年）以前：卒去（『寧楽遺文』による）